# Fairtrade Labelling Organization
Fairtrade International è l'organizzazione internazionale non profit responsabile del Marchio di Certificazione del commercio equosolidale FAIRTRADE e capofila del sistema Fairtrade. Attraverso un circuito globale si propone l'obiettivo di supportare i lavoratori e gli agricoltori più svantaggiati dei Paesi in via di sviluppo, offrendo loro l'opportunità di entrare nel sistema commerciale internazionale in condizioni di trasparenza e correttezza per migliorare le loro condizioni di lavoro e di vita.
La certificazione Fairtrade garantisce che i prodotti che recano il marchio Fairtrade siano stati realizzati nel rispetto dei diritti dei lavoratori in Asia, Africa, America Latina e siano stati acquistati secondo i criteri del commercio equo, ovvero assicura ai produttori dei Paesi in via di sviluppo il pagamento di un prezzo minimo equo e stabile (Fairtrade Minimum Price) e un margine di guadagno aggiuntivo da investire in progetti sociali e sanitari per le comunità e il rispetto delle colture locali (Fairtrade Premium).
Ad oggi il sistema Fairtrade coinvolge a livello globale 1,7 milioni di agricoltori e lavoratori in 73 paesi di Asia, Africa e America Latina, appartenenti a 1707 organizzazioni di produttori (dati 2018).
I prodotti certificati Fairtrade sono venduti in 158 paesi e il valore del venduto nel mondo è pari a circa 9,8 miliardi di euro (dati 2018). Questo ha permesso alle organizzazioni dei Paesi in via di sviluppo di ricevere oltre 176,5 milioni di euro (dato relativo ai 7 maggiori prodotti: banane, cacao, caffè, cotone, fiori, zucchero e tè) di Fairtrade Premium, ovvero di guadagno aggiuntivo pari a tale cifra per avviare progetti di empowerment. Alcuni dei prodotti a cui si può applicare la certificazione Fairtrade sono caffè, cacao, banane, ananas, tè, zucchero di canna, cotone, fiori.

## Fairtrade International e il sistema di certificazione Fairtrade
Fairtrade International si compone di oltre 20 organizzazioni responsabili della promozione e della commercializzazione dei prodotti certificati Fairtrade all'interno di aree di competenza nazionali (ad esempio Fairtrade Italia è l'organizzazione di riferimento per l'Italia, Fairtrade Foundation per la Gran Bretagna, Max Havelaar Switzerland per la Svizzera, Fairtrade Deutschland per la Germania, Max Havelaar France per la Francia, etc…) e da tre network che rappresentano le organizzazioni dei lavoratori/agricoltori di Asia, Africa e America Latina (rispettivamente NAPP, Fairtrade Africa e CLAC). Dal giugno 2013 questi ultimi detengono il 50% dei voti all'interno dell'Assemblea Generale di Fairtrade International e, a seguito di tale passaggio, il sistema Fairtrade è diventato la più grande organizzazione mondiale ad aprire la strada ad un percorso di responsabilità condivisa tra gruppi del nord e sud del pianeta.
Significativo da segnalare inoltre vi è il fatto lo spostamento degli equilibri commerciali globali si è evoluto in modo tale che la richiesta di prodotti provenienti da filiere etiche è diventata una questione di rilievo anche in alcuni Paesi emergenti. Ciò ha portato alla nascita di organizzazioni preposte alla promozione dei prodotti Fairtrade anche in Sudafrica (Fairtrade South Africa), Kenya (Fairtrade Eastern Africa) e India (Fairtrade India).

## Fairtrade International
In quanto capofila del sistema internazionale Fairtrade, Fairtrade International si occupa di:
- Definire ed aggiornare gli Standard Fairtrade a cui devono aderire gli agricoltori e lavoratori dei Paesi in via di sviluppo, i trader (esportatori e importatori dai Paesi in via di sviluppo) e le aziende presenti nel sistema;
- Lavorare in sinergia con i produttori per l'ottenimento della certificazione e, insieme ai trader, per l'ampliamento del mercato dei prodotti equosolidali certificati;
- Valutare, congiuntamente a tutti i membri del sistema, come sviluppare il Fairtrade e il suo impatto sulle economie dei Paesi in via di sviluppo;
- Promuovere i principi di giustizia, trasparenza ed equità nel commercio internazionale, insieme alle altre organizzazioni globali di commercio equo.

## GliStandard Fairtrade
Gli Standard Fairtrade sono delle norme rigorose a cui si devono attenere gli attori della filiera (organizzazioni di agricoltori/lavoratori nei Paesi in via di sviluppo, trader e trasformatori) per poter partecipare al circuito Fairtrade. Fairtrade International ha stabilito finora gli Standard per circa 300 prodotti o materie prime attraverso un processo che ha coinvolto in prima persona i produttori. Gli Standard sono in continua revisione e miglioramento.

### Standard per organizzazioni di produttori e lavoratori nei Paesi in via di sviluppo
- proibizione di ogni discriminazione sulla base di sesso, età, appartenenza religiosa, preferenza politica;
- proibizione di lavoro forzato;
- garanzia di libertà di associazione dei lavoratori;
- obbligo di assunzione regolare disciplinata da contratto;
- obbligo di formazione dei lavoratori su pratiche agricole sostenibili;
- rispetto delle risorse naturali (minimizzare l'uso dei pesticidi e fertilizzanti e sostituirli parzialmente e gradualmente con fertilizzanti organici, controllo biologico delle malattie, ridurre l'uso delle energie, specialmente da fonti non rinnovabili, rotazione dei raccolti, scelta adeguata dei prodotti da coltivare, selezione dei raccolti, uso attento delle fonti energetiche e se rilevante, coltivazione all'ombra);
- obbligo allo sviluppo di piani di business.

Gli standard prevedono due tipi di requisiti sui quali i produttori vengono ispezionati: requisiti minimi, a cui le organizzazioni si devono conformare e requisiti di processo, rispetto ai quali le organizzazioni devono mostrare miglioramento continuo. Per quanto riguarda lo sviluppo sociale i requisiti richiesti sono conformi alle convenzioni ILO (Organizzazione Internazionale del Lavoro) relative a: Non discriminazione, Lavoro Forzato e Minorile, Libertà di Associazione, Condizioni dei lavoratori, Salute e sicurezza dei lavoratori.

### Standard per itrader(esportatori o importatori dai Paesi in via di sviluppo)
- obbligo di pagamento del Prezzo Minimo Fairtrade e, nel caso in cui quest'ultimo sia inferiore al prezzo di mercato, corresponsione del prezzo più alto possibile (Fairtrade minimum Price)
- pagamento di un Premio alle organizzazioni di produttori, ovvero un margine di guadagno aggiuntivo per promuovere l'emancipazione delle comunità (Fairtrade Premium);
- obbligo di concludere contratti vincolanti e trasparenti con il proprio fornitore e di rispettarli;
- creazione di relazioni durature con i propri fornitori e di reciproco supporto e obbligo di prefinanziamento.

### Standard per le aziende di trasformazione
- prescrizioni relative alla certificazione, all'uso del marchio e all'imballaggio dei prodotti finiti e non finiti;
- disposizioni relative alle prassi commerciali (tracciabilità, contratti, prefinanziamento);
- regole da osservare per rendere più visibile l'approccio esclusivo di Fairtrade allo sviluppo.

## FLO-Cert: il controllo degli Standard Fairtrade
Il rispetto degli Standard Fairtrade da parte delle organizzazioni di agricoltori/lavoratori dei Paesi in via di sviluppo, trader e aziende di trasformazione è verificato dagli ispettori dell'ente di certificazione FLO-Cert. FLO-Cert ha sede a Bonn in Germania e ha uffici locali in Tanzania, Sudafrica, Costa Rica, India. Nel 2007 ha ricevuto l'accreditamento ISO 65 da DAKKS (Organismo Tedesco di Accreditamento). ISO 65 (EN 45011) è la norma internazionale per gli organismi che operano nei sistemi di certificazione di prodotto, considerata come il maggior indicatore di competenza di un ente di certificazione. FLO-Cert è stato fondato da Fairtrade International.

## Storia
Fairtrade International (FLO) è un'organizzazione senza scopo di lucro con sede in Germania, fondata nel 1997 allo scopo di introdurre un unico marchio internazionale per i prodotti del commercio equo: fino ad allora infatti nei diversi paesi europei il commercio equosolidale si era sviluppato a partire da iniziative indipendenti e non coordinate di volontari, attivisti e cittadini.
Alcuni dei paesi in cui vi furono le prime esperienze di commercio equosolidale mantengono tuttora l'utilizzo della denominazione che ivi era utilizzata per i prodotti di commercio equosolidale prima dell'unificazione, Max Havelaar (ad esempio Max Havelaar Netherlands, Max Havelaar Switzerland,), tratto dal nome dell'omonimo protagonista di un romanzo ottocentesco che denunciava lo sfruttamento delle condizioni di vita degli abitanti di una colonia olandese a Giava.

## Partner
Fairtrade International collabora con altre reti internazionali che operano per promuovere e attuare il Commercio equo e solidale: News (Network World's Shops, il coordinamento internazionale delle Botteghe del Mondo), Efta (European Fair Trade Association), Ifat (International Federation of Alternative Trade, coordinamento internazionale tra centrali di importazione e produttori).
Questi organismi si riconoscono nell'acronimo FINE (Flo, Ifat, News ed Efta) e si riuniscono periodicamente per elaborare strategie comuni e azioni di patrocinio a livello internazionale.